# ICI House

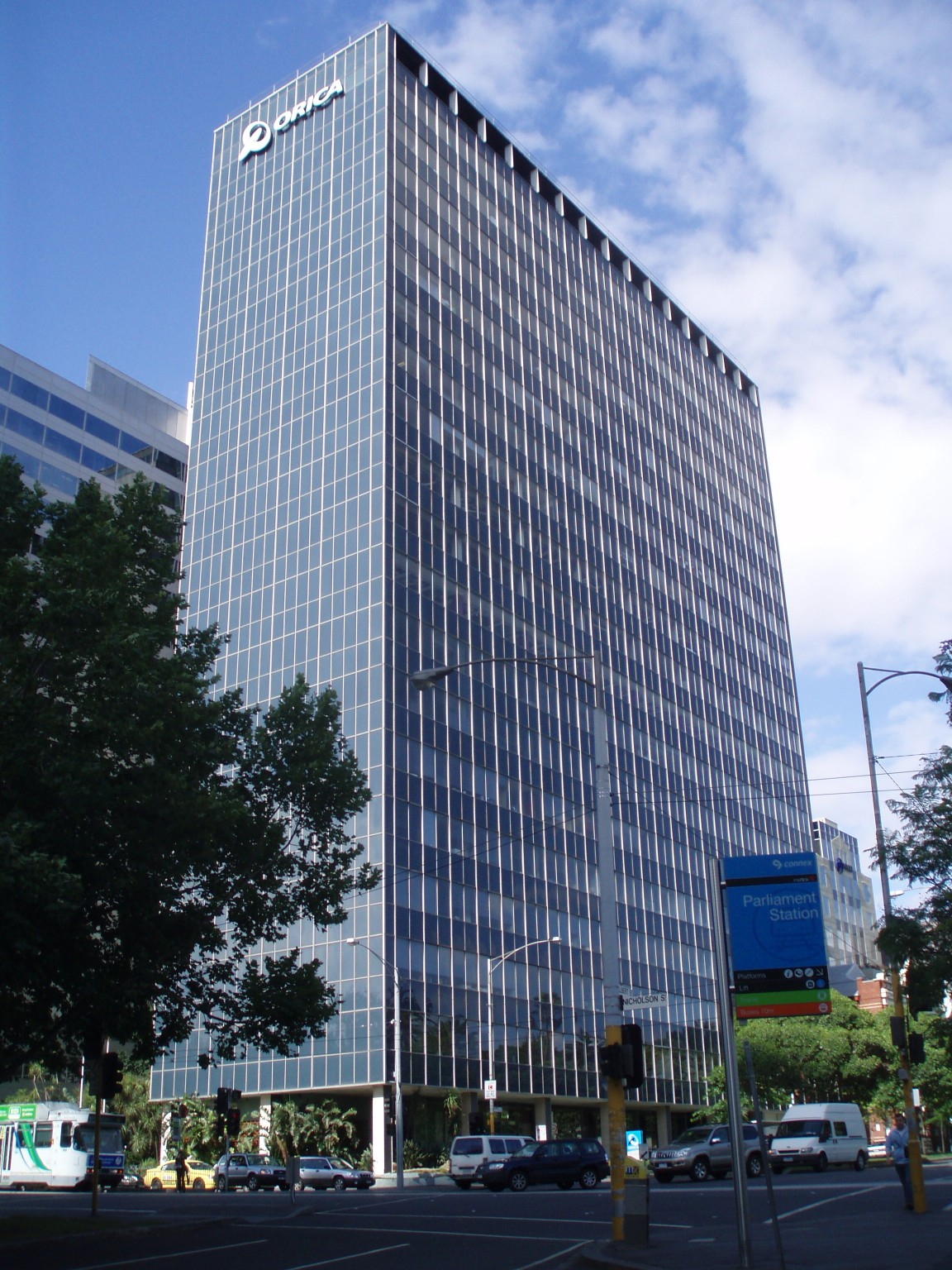
ICi House in Melbourne

Das ICI House, das heute Orica House genannt wird, ist ein 20-stöckiges Bürogebäude im östlichen Melbourne in Victoria, Australien. Es war nach seiner Fertigstellung im Jahr 1958 das höchste Gebäude Australiens und der erste Wolkenkratzer Australiens dessen Hülle in Gänze verglast war. Diese Bauweise wurde anschließend für den Ausbau der Stadtzentren Australiens bestimmend. Der verglaste Turm wurde am 25. September 2005 in die Australian National Heritage List und auch in die Victoria Heritage List als schützenswert aufgenommen. 
Gebaut wurde es in der Zeit von 1955 bis 1958 und symbolisiert die Weltoffenheit Australiens nach dem Zweiten Weltkrieg und es sollte anlässlich der Olympischen Sommerspiele 1956 in Melbourne der Weltöffentlichkeit zeigen, dass Australien gegenüber dem üblichen Standard des Bauens in der Welt aufgeschlossen war. 
Nach Fertigstellung folgte der Bau von weiteren 22 Hochhäusern in Melbourne, erlaubt waren ursprünglich lediglich Häuserbauten mit maximal 11 bis 12 Stockwerken. Melbourne musste daraufhin seine Bauregeln anpassen. 
Das Design des Gebäudes stammt von Sir Osborne McCutcheon und folgte dem Trend, der in den USA mit dem Bau des United Nations Headquarters begann.
In dem Gebäude befindet sich das australische Unternehmen Orica, das im Aktienindex S&P/ASX 50 gelistet ist und verschiedene Sorten von Sprengstoffen sowie weitere chemische Produkte herstellt.